# Барсаново (Псковская область)
Барса́ново — деревня в Опочецком районе Псковской области России.
Входит в состав Варыгинской волости.

## География
Расположена в 6 км к западу от города Опочка на берегу реки Исса. Деревня разделена на две части.

## Население
| 2001 | 2002 | 2010 | 2013 | 2014 | 2015 | 2016 |
| ---- | ---- | ---- | ---- | ---- | ---- | ---- |
| 167  | ↘155 | ↘144 | ↗163 | ↘152 | ↘150 | ↘147 |

Численность населения по состоянию на начало 2001 года составляла 167 человек.